# René Bazin
René Bazin (Angers, 26 dicembre 1853 – Parigi, 20 luglio 1932) è stato uno scrittore francese.

## Biografia
Nato ad Angers, ha studiato giurisprudenza a Parigi e al suo ritorno ad Angers divenne professore della locale Università Cattolica. Ha collaborato con il giornale Parisian su una serie di articoli sulla vita di provincia e sulla descrizione di viaggi. Scrisse Stephanette (1884), ma divenne famoso grazie a Una traccia d'inchiostro (Une tache d'encre) del 1888, con il quale ricevette alcuni premi.

## Opere
- Stéphanette (1884)
- Ma tante Giron (1885)
- Une tache d'encre (1888) Mode Image en ligne
- Les Noellet (1890)
- Le guide de l'Empereur (1890)
- À l'aventure : croquis italiens (1891) Mode Image en ligne
- Contes en vers (1891)
- La Sarcelle bleue (1892)
- La Légende de sainte Béga (1892)
- Madame Corentine (1893
- Sicile : croquis italiens (1893) Mode Image en ligne
- Les Italiens d'Aujourd'hui (1894) Mode Image en ligne
- Humble Amour (1894) Mode Image en ligne
- Terre d'Espagne (1895)Mode Image en ligne
- En province (1896)
- Contes de bonne Perrette (1897)
- De toute son âme (1897)
- Histoire de vingt-quatre sonnettes (1898)
- La Terre qui meurt (1898)Texte en ligne Mode Image en ligne
- Les Personnages de roman (1899)
- Croquis de France et de l'Orient (1899)
- Le Guide de l'Empereur : histoire de pauvres gens (1901)
- Les Oberlé (1901)
- L'Enseigne de vaisseau Paul Henry, défenseur de la mission de Pékin (1902)
- Donatienne (1903) Texte en ligne
- Récits de la plaine et de la montagne (1904)
- Le Duc de Nemours (1905)
- L'Isolée (1905)Image en ligne
- Questions littéraires et sociales (1906)
- Le Blé qui lève (1907) Texte en ligne Mode Image en ligne
- Mémoires d'une vieille fille (1908)
- Le Mariage de Mademoiselle Gimel, dactylographe (1909)
- La Barrière (1910)Texte mutiformat Texte en ligne
- Douce France (1911)
- Davidée Birot (1912)Texte en ligne
- Nord-Sud, Amérique, Angleterre, Corse, Spitzberg, notes de voyage (1913)
- Gingolph l'abandonné (1914)
- Pages religieuses, temps de paix, temps de guerre (1915)
- Aujourd'hui et demain, pensées du temps de la guerre (1916)
- La Campagne française et la guerre (1917)
- Notes d'un amateur de couleur (1917)
- La Closerie de Champdollent (1917)
- Les Nouveaux Oberlé (1919)
- Charles de Foucauld, explorateur du Maroc, ermite au Sahara (1921)Texte en ligne
- Il était quatre petits enfants : histoire d'une famille française (1922)
- Contes et Paysages (en province) (1923)
- Le Conte du triolet (1924) Mode Image en ligne
- Baltus le Lorrain (1926)Texte en ligne
- Paysages et pays d'Anjou (1926)
- Fils de l'Église (1927)
- Les Trois Peines d'un rossignol (1927)
- Pie X (1928)
- Le Roi des archers (1929)
- Magnificat (1931)
- Champdolent (1931)
- La Faneuse endormie et autres nouvelles (1949)